# Pierre Clastres
Pierre Clastres (17. maj 1934 i Paris – 29. juli 1977) var en fransk antropolog og etnograf. Han er bedst kendt for sit feltarbejde blandt Guayaki-folket i Paraguay og for hans teori om statsløse samfund, der for Clastres pr. definition er samfund mod staten. Clastres deltog i begivenhederne omkring maj '68.

## Politisk antropologi
Clastres' arbejde kan placeres i et felt kaldet politisk antropologi. Det felt opstod netop som en reaktion på forestillingen om at statsløse samfund manglede politiske kræfter, som var de blot et vakuum der kunne fyldes af staten. Clastres og andre politiske antropologer forsøger at vise, hvordan et samfund uden stat kan have en egen politisk kultur og måder at behandle magt på. Clastres bryder med tidligere, konventionel politisk antropologi ved at nægte at tage forestillingen om et nødvendig fremskridt mod staten for givet (også kaldet evolutionisme). For Clastres er opkomsten af staten ikke et fremskridt, men et tab af nogle politiske mekanismer, der før havde formået konstant at afværge staten.

## Samfund mod staten
I hans mest berømte værk, La Société contre l'État (1974; "Samfundet mod staten"), kritiserer Clastres forestillingen om at staten skulle være den endelige skæbne for alle samfund.
Ifølge Clastres har ethvert samfund en indgroet viden om magt, og menneskers naturtilstand er snarere en vilje til at beholde autonomi ved at organisere sine samfund gennem en lang række ritualer, der aktivt undgår, afsværger og nægter opkomsten af en despotisk magt. Den despotiske magt er det punkt, hvor et hidtil sammenholdt samfund, opdeles i dominerende og dominerede. Staten ses således som en specifik konstellation af hierarkisk magt der er særlig for de samfund, der ikke formåede at opretholde disse afværgende mekanismer. 

### Magtesløse høvdinger
Hos Guyaki-folket har høvdingen kun en repræsentativ rolle som stammens talsperson overfor andre stammer ("internationale relationer"). Internt har høvdingen kun en tilsyneladende, foregivet form for magt og bliver faktisk konstant undergravet og gjort magtesløs af stammen. Hvis han misbruger sin magt, dvs. bruger magt, kan hans folk afsætte ham med vold, måske forvise ham, endda slå ham ihjel. Hans rolle som "talsperson" tillades aldrig at afsondre sig selv til en separat institution med autoritet.

### Statens opkomst
Det grundlæggende spørgsmål som Clastres forsøgte at besvare var: hvorfor ville et egalitært samfund vælge at lade sig underkaste en ekstern autoritet? Han anså opkomsten af staten at have at gøre med de uligheder i magt der opstår når en religion privilegerer en profet eller et andet medium en direkte viden om guddommelig magt, som er uopnåelig for resten af samfundet. Det er denne forstyrrelse af magtbalancen der gav ophav til den ulighed som kan findes i højt strukturerede samfund, og ikke en foregående økonomisk ulighed som den marxistiske skole har argumenteret.

## Spørgsmålet om samfundskontrakt
Clastres' bidrag har vidtrækkende konsekvenser for enhver forestilling om en menneskets naturtilstand, sådan som den fx behandles i politisk filosofi og implicit begrunder statskundskab som sådan. Spørgsmålet om naturtilstanden handler om hvorledes mennesker kunne tænkes at leve (el. have levet) uden staten, og blev første gang stillet af den royalistiske filosof Thomas Hobbes i sit forsvar for enevældet: bogen Leviathan. To svar har domineret den politiske filosofi siden; den ene antager en pessimistisk antropologi, den anden en optimistisk. 

### Pessimistisk antropologi: Hobbes
I Leviathan antager Hobbes en pessimistisk antropologi: "mennesket" som sådan – i sin nøgne, samfundsløse natur – er ondskabsfuldt og voldeligt; og dets liv ondt, brutalt og kort. Derfor vil der, så længe ingen stat findes, råde en "alles krig mod alle" mellem menneskene. Derfor, argumenterer Hobbes, må menneskene, for deres egen sikkerhed, overlade sin frihed til en suveræn, enevældig hersker. Titlen på bogen henviser til denne suveræn, det bibelske havudyre Livjatan. Siden sin begyndelse har statskundskaben bygget implicit på Hobbes' kontraktteori: det pessimistiske syn på naturtilstanden begrunder og retfærdiggør nødvendigheden af en stat.

### Optimistisk antropologi: Rousseau
Det andet dominerende svar i spørgsmålet om naturtilstanden dukker op et århundrede senere fra romantiske filosoffer som Jean-Jacques Rousseau og antager i stedet en optimistisk antropologi. Rousseau mente, modsat Hobbes, at "mennesket" som sådan – hvis blot det frigøres fra samfundets lænker – i sin natur er fri, god og blid. Trods Rousseaus tilsyneladende diametrale standpunkt ender han med at argumentere for en samfundskontrakt lignende med Hobbes, men med en idé om "almenviljen" som suveræn.

### Hobbes vendt på hovedet: Clastres' kritik
Clastres kritiserer både den Hobbesianske, pessimistiske antropologi, såvel som den Rousseauske, optimistiske antropologi. For Clastres er forestillingen om "alles krig mod alle" absurd, alene af det faktum, at mennesker alle steder, til alle tider, har været født ind i sammenhænge der er gennemsyrede af familiebånd. Stammer der praktiserer exogami, dvs. reglen om at gifte sig uden for stammen, er ifølge Clastres ikke udelukkende et værn mod indavl, men også et tegn på vilje til at indgå politiske alliancer netop for at undgå krig. Stammer går helst ikke i krig med andre, når deres egne børn er blandt dem. Den anden afvisning af Hobbes består i at vende konklusionerne fra Leviathan på hovedet: Ifølge Clastres er det først i samfund med en stat, at mennesker bliver individer (foran Loven) og kan siges at leve i en "alles krig mod alle". Der findes allerede politisk magt i stammer uden en stat, der skal forhindre overgreb; denne magt findes ikke i et forestillet, ensom individ, og heller ikke i nogen autoritet (det ville indebære en stat), men derimod i stammen som sådan. Magten består i aktivt at forblive et udeleligt samfund, uden et split bestående af dominerende og dominerede, mao. at modvirke statens opståen. For Clastres baserer "samfund mod staten" sig på en samfundskontrakt, der er i opposition til hvilken som helst suveræn Leviathan. Denne radikalt modsatte samfundskontrakt, som ikke indstifter staten, men modvirker den, indskrives under rituelle tatoverings-ceremonier, hvor stammens kroppe "mærkes", mens resten af samfundet kigger på, for aldrig at glemme forbuddet mod at dominere. 

## Påvirkninger
Clastres' arbejde blev en vigtig inspiration for Gilles Deleuze & Félix Guattaris Anti-Ødipus, se fx afsnittet om urstaten og stammens tatoveringer (mærkning af kroppen) vs. statens mishandling (betegnelse af kroppen).